# Leuchtturm Noordertoren
Der Leuchtturm Noordertoren auf der niederländischen Wattenmeerinsel Schiermonnikoog hat offiziell keinen Namen, wird aber meist als Noordertoren (deutsch „Nordturm“) bezeichnet. Der vormalige zweite Leuchtturm auf Schiermonnikoog war der Zuidertoren (deutsch „Südturm“). Der Noordertoren wurde in den Jahren 1853 bis 1854 aus Ziegel- und Natursteinen errichtet; er weist eine Höhe von 37 m auf, so dass sich für das Leuchtfeuer eine Höhe von 44 m über dem Meeresspiegel ergibt. Der Turm ist seit 1979 mit Radar ausgerüstet und 24 Stunden täglich besetzt. Seit 1980 steht er unter Denkmalschutz, 1998 wurde er rot angestrichen. Für die Küstenschifffahrt wird vom Turm aus ein Wetterbericht verschickt.

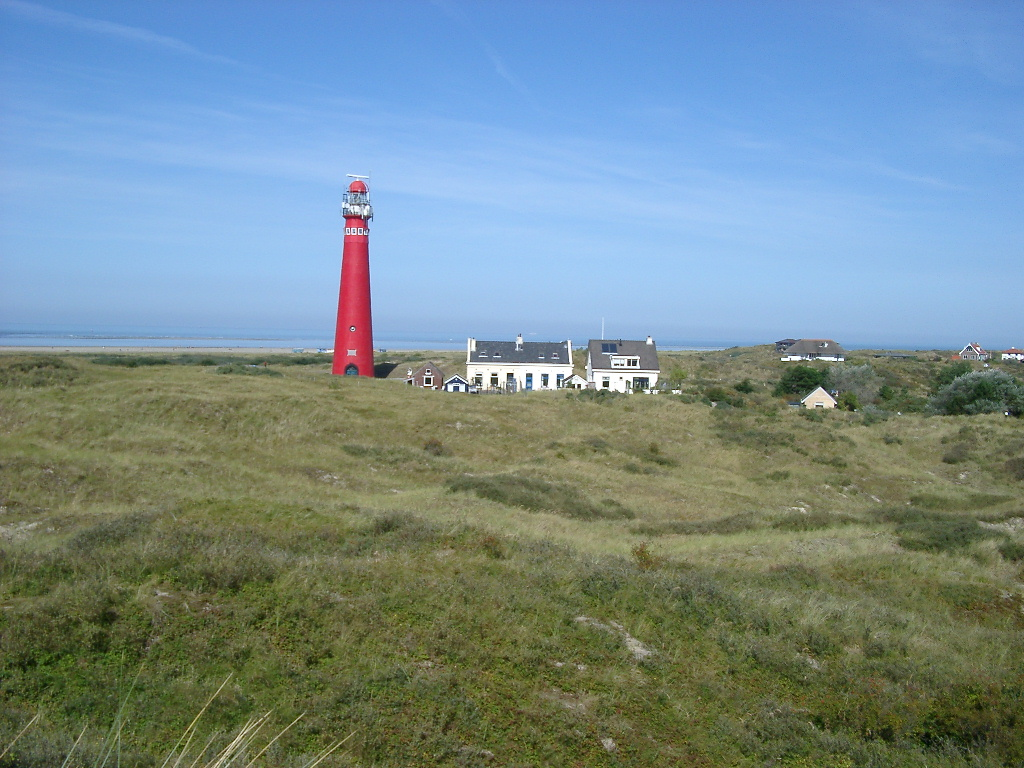
Der Noordertoren von der Landseite (September 2003)
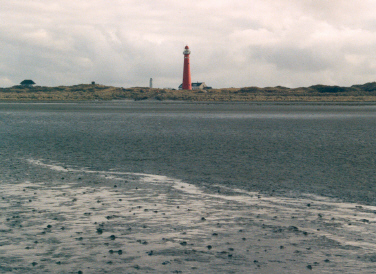
Blick über die Nordsee auf Schiermonnikoog mit den zwei Leuchttürmen (Februar 2004)
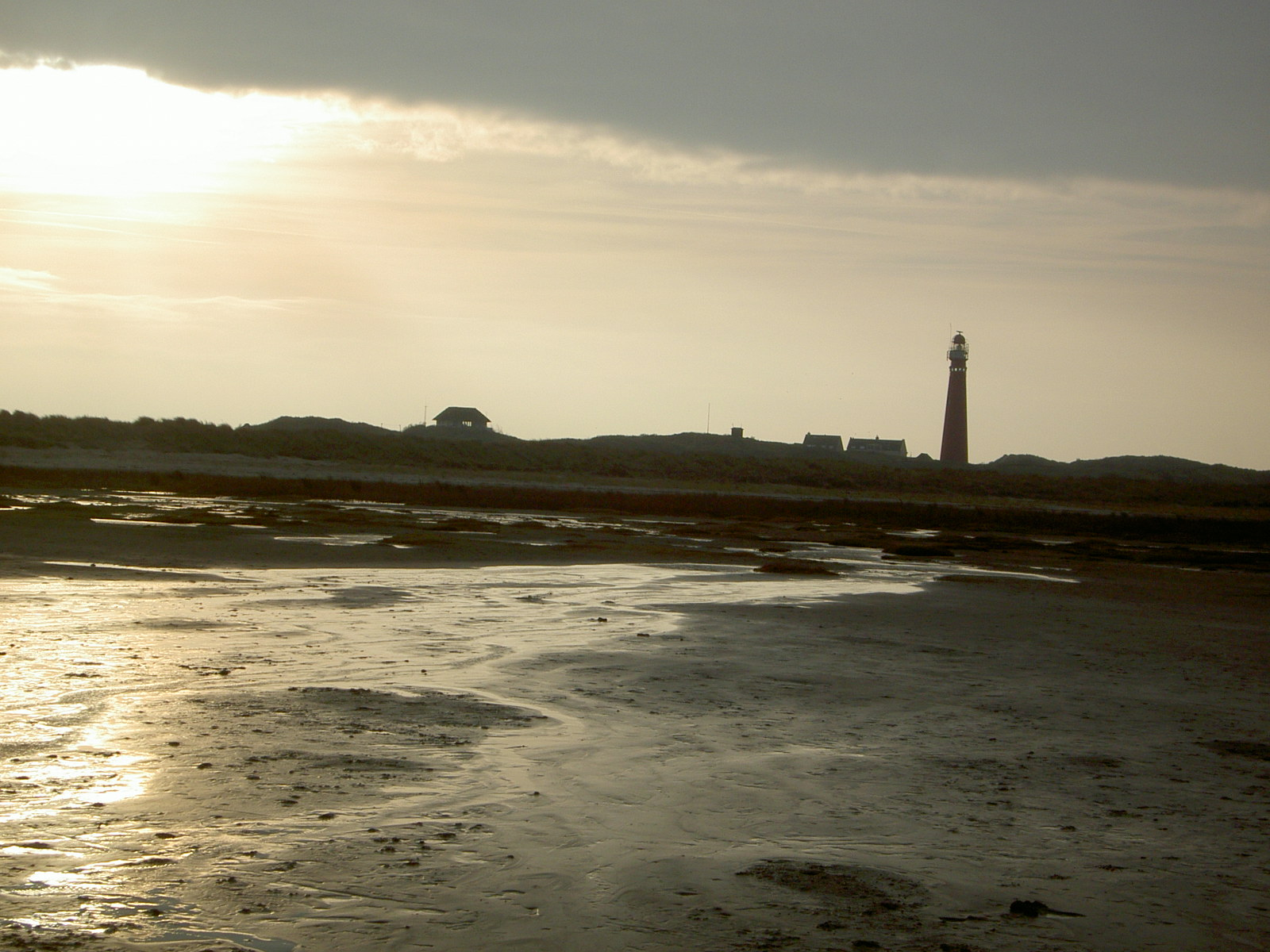
Ansicht von Schiermonnikoog mit Leuchtturm in der Dämmerung (Dezember 2008)